# Sport à Issy-les-Moulineaux
La ville d'Issy-les-Moulineaux, dans le département des Hauts-de-Seine, offre à ses habitants la pratique de nombreux sports.
Une quarantaine de clubs offrent l’opportunité aux habitants de pratiquer près de 80 disciplines. Les activités proposées sont accessibles à tous : hommes et femmes, BB Gym dès 2 ans, Centre de Découverte Sportive dès 4 ans, École d’Initiation Sportive de 6 à 11 ans, Handisport… sans oublier les séniors, à qui de multiples activités sont proposées dans une optique de bien-être et de santé.
Dans le secteur du haut niveau, le badminton (l’IMBC 92 est le club français le plus titré), le football féminin, le tennis de table et les sports de « combat » permettent à la ville de rayonner à l’échelle nationale et même internationale.

## Aviation
La ville d'Issy-les-Moulineaux est associée à l'aéroclub « Les Alcyons » basé sur l'aérodrome de Saint-Cyr-l'École, proche du château de Versailles.

## Badminton
Issy-les-Moulineaux est une ville où l'on pratique le badminton, avec le club « IMBC 92 » : 600 licenciés, 118 titres de champion de France en individuel, douze titres de champion de France par équipe (1990, 1991, 1994 à 1997, 2003, 2004, 2006, 2007, 2009, 2010 et 2012), coupe d'Europe des clubs champions (1/2 finale en 1997, victoire en 2006, 1/4 de finale en 2007, finale en 2009, 1/2 finale en 2010).

## Escalade
L'escalade à Issy-les-Moulineaux se déroule sous les arches du RER C aménagés spécialement pour ce sport et pour des ateliers artistiques.

## Football
Issy-les-Moulineaux compte quatre clubs : l'association portugaise omnisport, le Football féminin Issy-les-Moulineaux, l'association sportive Ararat Issy et le FC Issy-les-Moulineaux.

### Football féminin Issy-les-Moulineaux
Le FF Issy est un club de football féminin français, fondé en 2001. L'équipe fanion évolue lors de la saison 2012-2013 en première division du Championnat de France de football féminin.

### Association sportive Ararat Issy
L’Association Sportive Ararat Issy est un club français de football fondé en 1975 basé à Issy-les-Moulineaux. Présidé par Franck Toutoundjian, l'ASA Issy (ou l'AS Ararat Issy) évolue en 2010-2011 en division d'honneur,.

#### Historique
En 1974, une bande de copains décide de créer un club de football à destination de la communauté arménienne d’Île-de-France. Il s’agit essentiellement de transmettre aux plus jeunes leur passion pour ce sport et parfois transmettre un peu du riche héritage culturel de l'Arménie, l'une des plus anciennes civilisations au monde.
L’association sportive arménienne (A.S.A) voit le jour à Issy-les-Moulineaux sous l’impulsion d’Armand Zarpanelian, ancien catcheur qui dirigera la structure jusqu’en 1981. Le club ne compte alors que 60 licenciés et évolue en 1re Division de District.
Au début des années 1990, l’A.S.A Issy connaît trois montées consécutives et passe de la 1re Division de District à la D.H (Division d’Honneur). Le match pour la montée en P.H (Promotion d’Honneur) est resté dans les mémoires. 1200 personnes s’étaient déplacées pour assister à la victoire 3-0 de l’A.S.A Issy face au F.C Montrouge 92, une affluence record pour ce type de rencontre !
L’équipe fanion ne redescendra jamais, mais elle connaîtra des saisons difficiles qui font aussi partie de son histoire. On retiendra la victoire 2-0 contre le F.C Massy 91, dans un match pour le maintien en D.H (Division d’Honneur), avec deux buts extraordinaires de Michel Milosevic, alors joueur et entraîneur général.
Au départ, l’équipe fanion ne réunissait que des joueurs d’origine arménienne. L’A.S.A Issy s’est ouverte progressivement et s’est développée en conservant un esprit communautaire et familial. Comme le rappelle Franck Toutoundjian, président en exercice : « l’aspect communautaire n’a jamais été une fixation, mais nous pouvons être fiers d’être le seul club communautaire à évoluer au sein du C.F.A 2 ». C’est pourquoi, en 2003, le sigle du club évolue d'Association Sportive Arménienne, en Association Sportive d’Origine Arménienne, c'est-à-dire que l’A.S.A Issy devient l’A.S.O.A Issy. Elle compte à ce jour environ 400 licenciés dont une trentaine de dirigeants et une quinzaine de techniciens. Le club recense également une dizaine d'arbitres officiels et deux contrôleurs représentant le District des Hauts-de-Seine (92).
À l'issue de la saison 2005/2006, l’équipe fanion de l'A.S.O.A Issy termine à la première place avec la meilleure attaque, la meilleure défense et les deux meilleurs buteurs de son championnat (Eric Akoun et Julien Potier). Après 14 saisons en D.H (Division d'Honneur), l'équipe fanion de l'A.S.O.A Issy évoluera à partir de la saison 2006/2007 en C.F.A 2 et représentera donc la ville d'Issy-les-Moulineaux ainsi que la communauté d’agglomération Arc de Seine (cinq villes rassemblant près de 165 000 habitants).
L'A.S.O.A Issy est, sur le plan sportif, le club de football phare de la ville d'Issy-les-Moulineaux devant le F.C Issy-les-Moulineaux qui lui, l'est sur le plan du nombre de licenciés.
On peut considérer que l'A.S.O.A Issy est, sur le plan sportif, le club phare, tous sports confondus, de la ville d'Issy-les-Moulineaux.
À l'aube de la saison 2008/2009, le club change une seconde fois de nom, le sigle du club évolue d'Association Sportive d’Origine Arménienne, en  Association Sportive Ararat, c'est-à-dire que l’A.S.O.A Issy devient l'A.S.A Issy (ou l'A.S Ararat Issy).
C'est à ce moment-là que, sous l'impulsion de Franck Toutoundjian et Patrick Chêne, l'A.S.A Issy s'associe avec le Groupe 365 (appartenant au Groupe Sporever) par le biais de l'un de ses sites internet à objet sportif, Football365.fr, pour mettre en place un important projet de Football Participatif.
On l’aura compris, c’est grâce à la présence et à l’investissement de très fortes personnalités que l’association aura connu un tel essor : Armand Zarpanelian, son fondateur, Sarkis Kasparian, ancien président, Michel Milosevic, Jean-Pierre Ortz, Vincent Yazmadjian, qui encadre aujourd’hui les jeunes, Franck Toutoundjian, l'actuel président et bien d’autres… 
Il faut encore souligner le soutien permanent d’André Santini, député-maire d’Issy-les-Moulineaux, qui accueille le club depuis ses débuts.

#### Palmarès
- Champion de DH - Paris / Ile-de-France : 2006

#### Anciens entraîneurs
- 2007-2009 :  Éric Geraldes
- 2009-2011 :  Jean-Pierre Orts
- 2011- :  Éric Geraldes

### FC Issy-les-Moulineaux
Actualités
Le FC Issy-les-Moulineaux est un club français de football fondé en 1987 basé à Issy-les-Moulineaux. Présidé par Antonio De Carvalho, le FC Issy évolue en 2011-2012 en CFA 2 sous les ordres d'Henriqué Marques et d'Antonio Tavares,,.

#### Historique

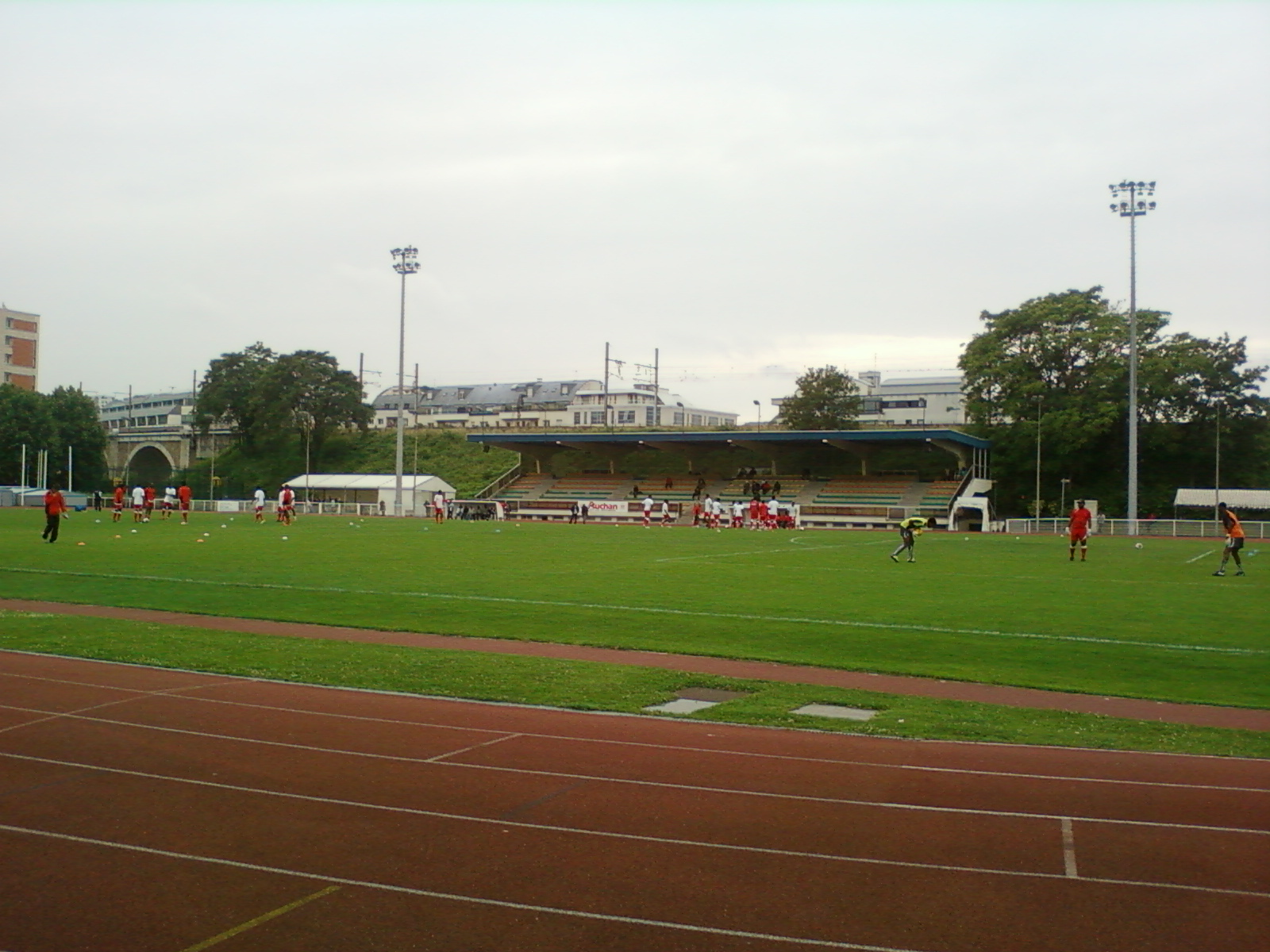
Le stade Jean-Bouin où évolue l'équipe à domicile

En 2002, le club altoséquanais signe son premier coup d'éclat en 32e de finale de la Coupe de France sous la houlette de Philippe Foncel. À l'époque en DSR (7e échelon), le FC Issy vient à bout du CS Avion (CFA) 2-1 après prolongations. Mais la belle aventure s'arrêtera au tour suivant, battus 1-0 par Amiens SC (L2) en 16e de finale, les Isséens sortent de la Coupe de France la tête haute.
En 2007 Alain Morand, alors Président, confie les commandes du club à Henriqué Marques, nommé Directeur Général. Celui-ci propose la direction technique à Antonio Tavares. Sous la houlette de ce duo ambitieux, le club majeur des Hauts-de-Seine ne cesse de grandir d'année en année, passant de 600 à 800 licenciés et de 1 à 9 salariés actuellement.
En 2011, le FC Issy obtient son accession pour le CFA 2 2011-2012 à l'issue de la saison la plus aboutie de son histoire. En effet, non content de remporter le titre de Champion de DH Paris Île-de-France 2011 en affirmant au passage sa suprématie locale sur le rival de l'Ararat, les Isséens atteignent les 32e de finale de la Coupe de France. Opposé au Stade brestois, pensionnaire de Ligue 1, le Football Club d’Issy pousse les professionnels Bretons dans leurs derniers retranchements, ceux-ci ne trouvant le salut qu'au bout des prolongations pour une victoire étriquée 1-0.

#### Identité du club

Logo jusqu'en 2019.
Logo depuis 2019.

#### Palmarès
- Champion de DH - Paris / Ile-de-France : 2011
- Coupe de Paris 1989
- Coupe des Hauts-de-Seine 1988

#### Anciens joueurs
| - Abdoulaye Baldé - Quentin Westberg - Mickaël Antoine-Curier - Benjamin Laurant - William Nkaké |

## Handball
Le club d'Issy-les-Moulineaux handball féminin évolue en 1re division.

## Triathlon
Le club Issy Triathlon a été fondé en 1988 et possède au début de la saison 2011/2012 3 équipes en division. Une équipe féminine de duathlètes en division 1 et tenante du titre en 2011. Une autre équipe féminine cette fois de triathlètes en division 2 et une équipe masculine de triathlètes en division 3. Le club a à son actif plus de 200 adhérents et une option triathlon a été ouverte à la rentrée 2006 au collège Victor Hugo de la ville. La première promotion de cette option a d'ailleurs obtenu en 2009 le double titre de champion de France en Triathlon et en Run and bike. Le club a aussi organisé pendant 11 ans un Duathlon dans les rues d'Issy qui est aujourd'hui un sélectif pour les championnats de France.

## Pour approfondir